# Opper-Lausitzs voetbalkampioenschap 1917/18
In 1917/18 werd het zesde Opper-Lausitzs voetbalkampioenschap  gespeeld, dat georganiseerd werd door de Midden-Duitse voetbalbond. Er werd dit jaar eigenlijk maar één wedstrijd gespeeld. SpVgg Bautzen trok zich begin november terug uit de competitie. Eerder op 28 oktober 1917 trad Zittauer BC niet aan in de uitwedstrijd tegen Budissa Bautzen en deze wedstrijd werd als scoreloze overwinning voor Bautzen geteld. De terugwedstrijd op 17 maart 1918 eindigde op 1-1.  
Budissa Bautzen plaatste zich zo voor de Midden-Duitse eindronde, waar de club met 9-0 verloor van KSG VfB 1903/Sachsen Dresden . 

## 1. Klasse
| Plaats | Club               | Wed.           | W              | G              | V              | Saldo          | Ptn.           |
| ------ | ------------------ | -------------- | -------------- | -------------- | -------------- | -------------- | -------------- |
| 1.     | FK Budissa Bautzen | 2              | 1              | 1              | 0              | 01:01          | 03:01          |
| 2.     | Zittauer BC        | 2              | 0              | 1              | 1              | 01:01          | 01:03          |
| 3.     | SpVgg 1908 Bautzen | Teruggetrokken | Teruggetrokken | Teruggetrokken | Teruggetrokken | Teruggetrokken | Teruggetrokken |

|  | Kampioen, geplaatst voor Midden-Duitse eindronde |